# Фаррелл, Майкл (футболист)
Майкл Джон «Микки» Фаррелл (англ. Michael John «Micky» Farrell; 1902, Ирландия — неизвестно), также известный как Мик Фаррелл (англ. Mick Farrell) — ирландский футболист, нападающий.

## Клубная карьера
На клубном уровне выступал за столичный клуб «Сент-Джеймс Гент». В составе «ворот» выиграл первый в истории чемпионат Ирландии, Кубок Ирландии и Лигу Лейнстера, сделав требл в сезоне 1921/22. В составе сборной чемпионата играл в трёх матчах против сборной чемпионата Уэльса.

## Карьера в сборной
После триумфального сезона стал одним из семи игроков, включённых в заявку национальной сборной на VIII Летние Олимпийские игры, и одним из пяти, прибывших на турнир. Кроме Фаррелла, в Париж поехали Том Мерфи, Чарли Дауделл, Падди Данкан и Эрни Маккей, а в Ирландии остались Томми Онжье и Фрэнк Хини. На самом турнире сыграл во всех двух возможных матчах — со сборной Болгарии во втором раунде и со сборной Нидерландов в четвертьфинале. По некоторым данным, единственный гол за ирландцев в встрече с нидерландцами забил именно Фаррелл, а не Гент. Также Майкл был не единственным Фарреллом на Олимпиаде: за сборную США играл Генри Фаррелл.

## Достижения

### Клубные

#### «Сент-Джеймс Гент»
- Чемпион Ирландии: 1921/22

- Обладатель Кубка Ирландии: 1922

- Победитель Лиги Лейнстера: 1921/22

### В сборной
- Олимпиада 1924 года: 1/4 финала